# Pasja grofica: Napoleonova resnična ljubezen
Pasja grofica : Napoleonova resnična ljubezen je zgodovinski roman  slovenskega pisatelja Bogdana Novaka, ki je izšel leta 2006. Pripoveduje o Idrijčanki Emiliji Kraus, ki na Dunaju spozna Napoléona in se vanj brezpogojno zaljubi.

## Vsebina
Idrijčanka Emilija Cecilija Eva Kraus, po mami Slovenka in po očetu Nemka, je očarljiva ženska, ki jo poleg žareče lepote odlikujejo tudi čudovite lastnosti. Potrpežljivost, hrabrost, upornost  in oster jezik, ki ne pozna laži še manj pa strahu, ji pomagajo pri uresničitvi njenih najintimnejših želja. Že kot otrok je sanjala o princu na belem konju, to pa ni bil nihče drug kot največja evropska osebnost tistega časa, Napoleon Bonaparte. Še predno ga je uspela osebno spoznati, si je sama pri sebi obljubila, da bo njegova prijateljica, ki ga bo spremljala vse do smrti. 
Emilijino življenje je bilo vse prej kot posejano z rožicami. V najstniških letih, ko ji je umrl oče, je okusila revščino in samo dno družbene lestvice v Idriji. V upanju, da bo njena hči imela lepše in polnejše življenje, jo je mama oddala v skrbništvo kraljevemu  tajniku  topovskega uradništva, Filipu Mainoniju. Gospod je na Dunaju pripadal družbeni smetani in svojo prelestno varovanko hitro vpeljal v lagodno življenje, kateremu ni manjkalo glamuroznih balov s pomembno družbo. Emilija je kmalu postala ena najbolj zaželenih soplesalk in žensk na Dunaju. 
Ko se je Napoleon kot zmagovalec prišel na Dunaj pogovarjati o pogojih predaje,  se udeležil tudi plesa v Schönbrunnu in tako so se Emiliji uresničile sanje o njunem srečanju. Na sprejemu je bila oblečena v nenavadno črno obleko in ob rokovanju mu je zaupala, da je to dan žalovanja za njeno domovino in zanjo osebno, ker je zasegel njeno deželo.  S drzno izjavo, s čudovitimi kodri in modrimi očmi ji je uspelo vzbuditi njegovo pozornost in ga s tem nemudoma  osvojiti. 
Samosvoj vladar, ki je kljub majhni rasti očaral kopico žensk, tako da so ga te ubogale na vsak migljaj, je kot veliki ženskar uspel tudi Emilijo prepričati v to, da postane njegova ljubica. Namestil jo je v svoj dvorec na obrobju Pariza, kar pa je Emilijo močno razočaralo in razžalostilo. Njenega Bonija, tako je namreč ljubkovalno klicala Napoleona, zaradi bojevanja za Združene države Evrope, ni bilo ob njej. 
Njena ljubezen do Napoleona se razvije tako daleč, da se odloči, da bo držala svojo obljubo in mu stala  ob strani ne glede na vse. Pobrila si je kodre in ga preoblečena v poročnika Emila Krausa spremljala v največjih bitkah. S tem so se ji izpolnila vsa njena pričakovanja in želje. Z njim je namreč preživljala vse srečne trenutke in tudi trenutke ob zatonu njegove slave. 
Po porazu v mrzli Rusiji Napoleona pošljejo na Elbo. Kasneje je ponovno neuspešen v bitki pri Waterlooju, zato se preda Angležem, te pa ga odpeljejo na otok Svete Helene. Končati svoje življenje v bednih okoliščinah izgnanstva na majhnem otoku odmaknjenem od sveta, je bilo za generala, kot je bil Napoleon, skrajno poniževalno in prav zaradi tega se je Emiliji zasmili. Sklenila je, da se bo pritihotapila na otok in ga zastrupila z arzenikom.
Po atentatu se je  preselila na posestvo v bližini Salzburga, kjer je ob bogatih spominih na svojo največjo ljubezen in brigadi psov ter mačk živela do svoje smrti.
Emilija Kravs je bila resnična oseba, rojena v Idriji. Po Napoleonovem naročilu je slavni slikar naslikal portret Emilije Cecilije Eve Kraus v podobi Venere. Slika je shranjena v mestnem muzeju v Idriji, grafiko pa hranijo tudi na Dunaju. Dogodki Napoleonovega osvajanja so resnični, zgodba pa je plod avtorjeve domišljije.

## Izdaje
-  Cankarjeva založba, 2006 (slovenščina)
-  Cankarjeva založba, 2007 (slovenščina)
-  Cankarjeva založba, 2008 (slovenščina)
-  Cankarjeva založba, 2011 (slovenščina)